# Brandýs nad Labem-Stará Boleslav
Brandýs nad Labem-Stará Boleslav è una città della Repubblica Ceca facente parte del distretto di Praha-východ, alle porte di Praga, in Boemia Centrale.
È stato istituito nel 1960 dalla fusione dei due comuni di Brandýs nad Labem e Stará Boleslav, situati rispettivamente sulle sponde sinistra e destra del fiume Elba.

## Amministrazione

### Gemellaggi
- Gödöllő